# Festes de la ciutat de València
A la ciutat de València, existixen moltes i molt variades festes, algunes conegudes arreu del món, com les Falles i d'altres en canvi desconegudes fins i tot per la majoria dels residents de la ciutat. Les esmentarem per ordre de calendari. Per a més informació sobre cada una, vegeu els articles principals.

## Gener

### Sant Vicent màrtir
El 22 de gener els valencians celebren el dia del patró de la ciutat. Vicent fou un jove diaca martiritzat a València à l'any 304 per ordre de l'emperador Dioclecià, i qui despertava gran fervor entre la població. Fou nomenat Patró de la Ciutat i amb el temps s'ha ampliat el ventall d'events per a celebrar-lo. A més de ser patró de Valencia, Sant Vicent màrtir és també patró de Vicenza i del Gremi de Sastres i Modistes.
El matí del 22 de gener l'actuació de dolçainers precedix la celebració d'una missa solemne a la Catedral. Al final en té lloc una processó general dedicada al sant que recorre alguns dels indrets on, segons la tradició, rebé el martiri. Al seu pas pel carrer de les Avellanes, el sant és rebut amb una pluja de fulles de llorer llançades des dels balcons.
Hi ha actes a l'Ermita de Sant Vicent màrtir (plaça d'Espanya), l'església de Sant Valero (a Russafa) i a l'església de Sant Vicent de la Roqueta (parroquia de Crist Rei i del carrer de Sant Vicent). A aquest darrer la missa es fa seguint el ritu hispano-mossàrab.
Aquest dia estan obertes les petites capelles que guarden la memòria del sant i que la resta de l'any romanen tancades. Se situen a la plaça de l'Almoina i al carrer de la Presó de Sant Vicent (junt amb el carrer de la Mar, barri de la Xerea).

## Febrer
La festa en honor de sant Blai de Sebaste és una popular festa del barri de Russafa que se celebra el dia 3 de febrer. Durant el dia està exposada la imatge del sant junt a la façana de l'església de Sant Valero. S'hi formen llargues cues per a venerar al sant i comprar les típiques galetetes de Sant Blai. Sobre les 17h una processó recorre els carrers pròxims a l'església.
La Mare de Déu de Campanar se celebra aquesta advocació mariana el dia 19 de febrer al barri de Campanar. Durant més d'una setmana s'hi fan diversos actes. Destaquen la processó del dia de la festivitat i l'ofrena feta a la plaça.

## Març

### Sant Josep

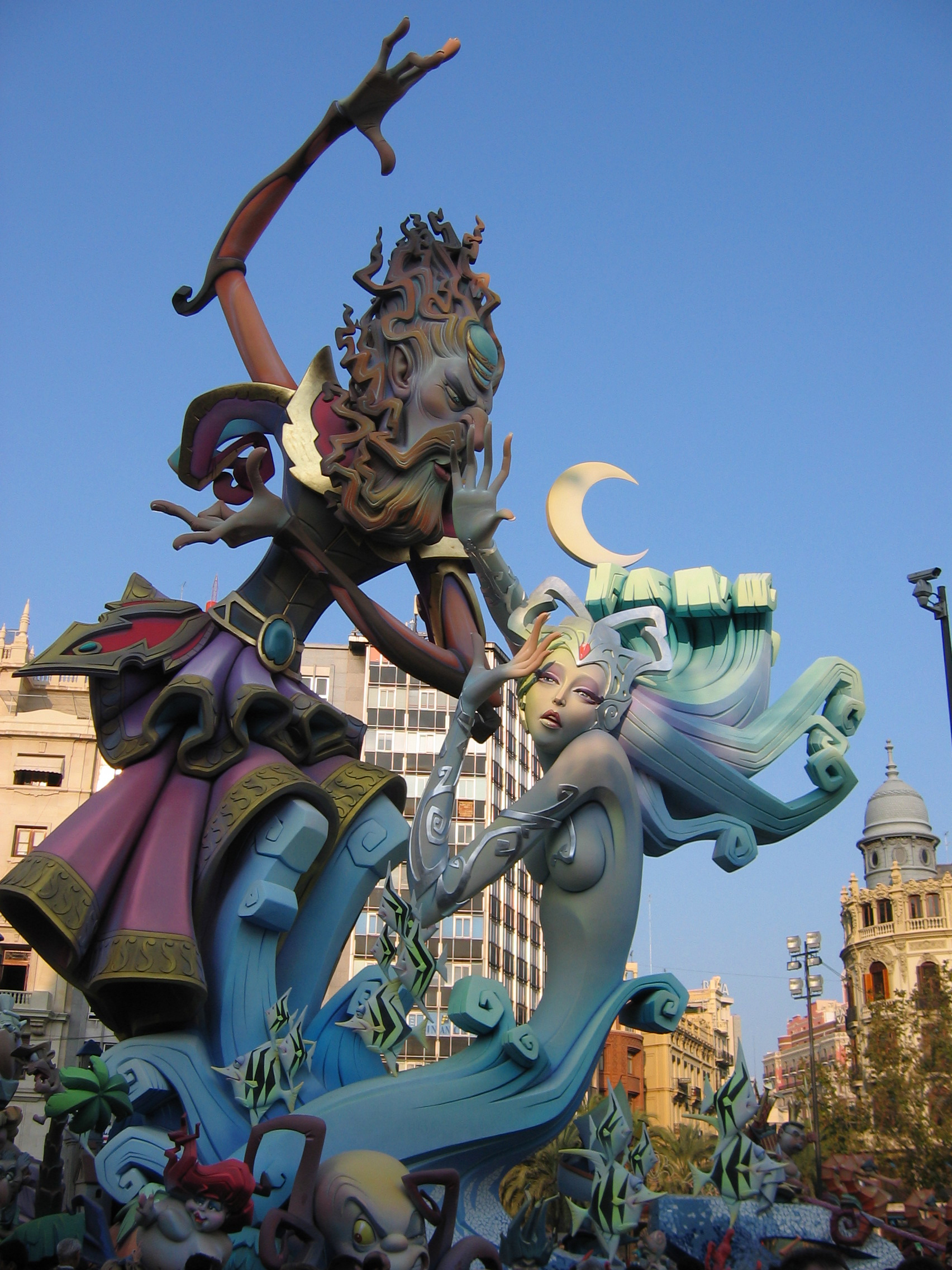
Falla de València.

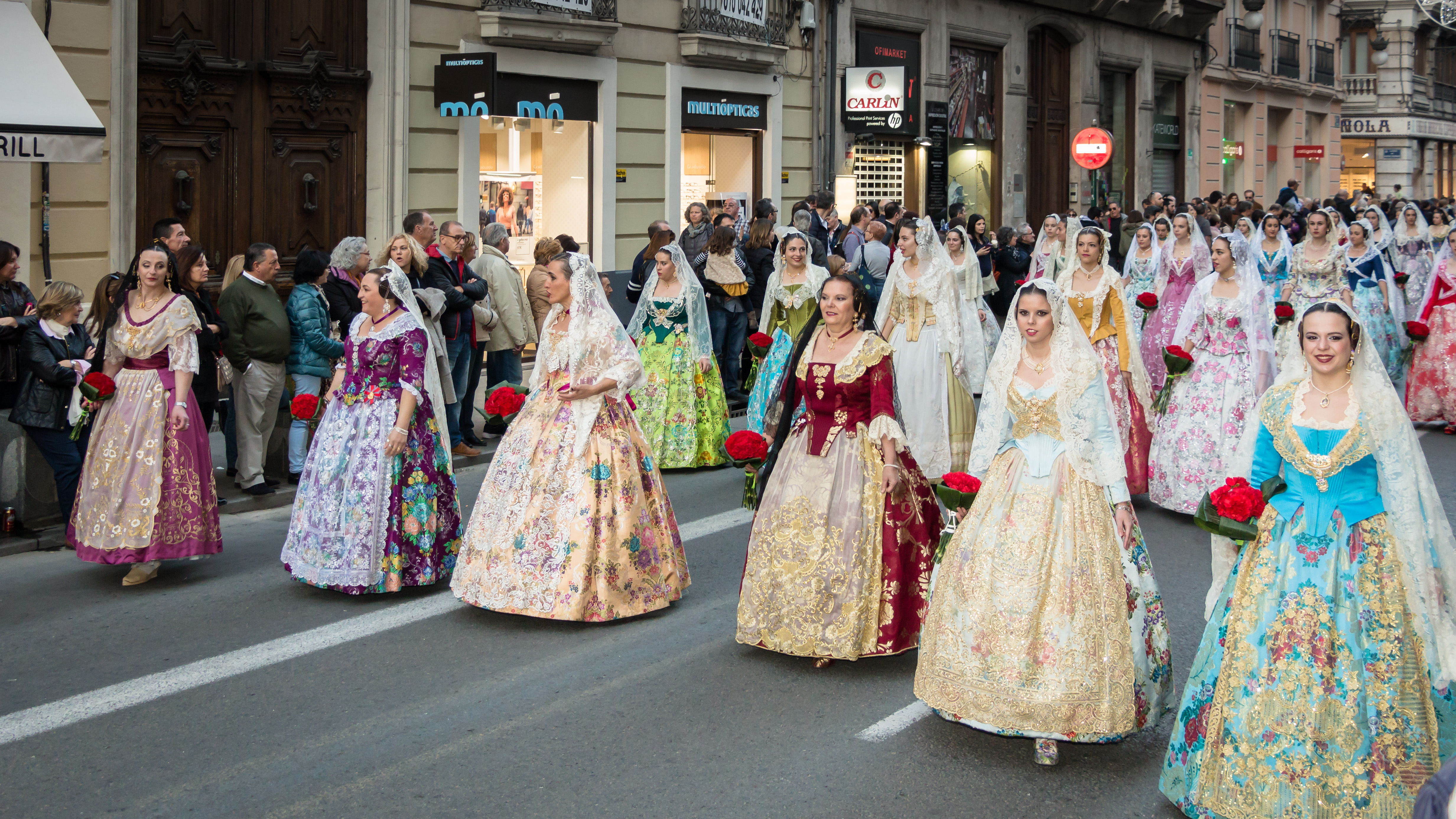
Ofrena floral a la Mare de Déu dels Desemparats.

Les Falles de Sant Josep són probablement les festes més conegudes i famoses del País Valencià. El dia de Sant Josep, el 19 de març, és el dia festiu més important i famós de la ciutat de València. La setmana anterior a esta festivitat és la coneguda "setmana de Falles". Aquesta setmana és normalment festiva a les escoles i instituts, on és tradició plantar una falla construïda pels mateixos alumnes, que cremen l'últim dia lectiu abans de les vacances de Falles. Tot i que la festa de les Falles oficialment són cinc dies, l'ambient festiu, anunciat amb traques, masclets i l'aparició de falleres, comença almenys tres setmanes abans amb la tradicional Crida.
Les Falles són declarades Festes d'interés internacional, els orígens de la qual se situen en la crema de la deixalleria de les fusteries el mateix dia del seu patró, una tradició que sens dubte ja es feia al segle xix.
La festa ha guanyat importància al llarg del segle xx gràcies a la monumentalitat dels monuments, fins al punt de desplaçar la festa major tradicional de la ciutat, el Corpus. La festa moderna convertix la simple cremada de fusta en una mena de representació teatral, amb falles i ninots elaborats amb uns pressupostos astronòmics, amb gran competència entre associacions falleres per guanyar el primer premi a la millor falla. Per als artesans que els dissenyen i exposen és una manera de criticar la situació social, econòmica, etc. de la societat valenciana i espanyola.
Mentre gran part dels carrers i places es tanquen al trànsit, la gent se sent lliure de passejar pel carrer i admirar les falles. Les Falles són unes macrofestes què compten amb una gran agenda d'activitats festives molt variada: espectacles pirotècnics, dansades, jocs infantils, l'Ofrena floral a la Mare de Déu dels Desemparats, espectacles d'entreteniment com ara els concerts dels Jardins del Real, concursos, paelles, etc.

## Abril

### Setmana Santa

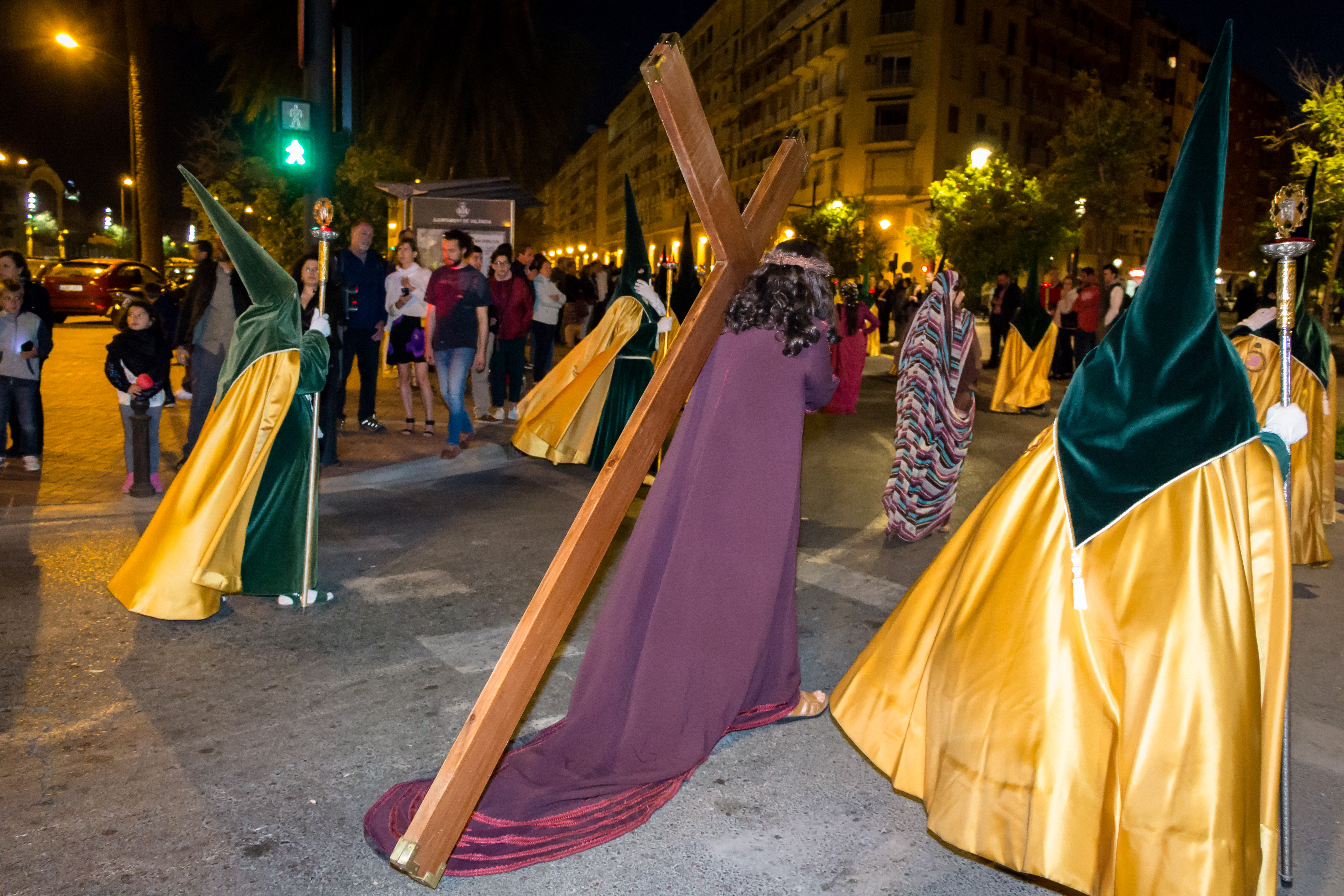
Sant Soterrament, el Divendres Sant.

València destaca una altra festa declarada d'interés turístic: la Setmana Santa Marinera, celebrada al barri i antic poble del Cabanyal, de gran solemnitat. Generalment però, és més celebrada l'anomenada Pasqua que la passió de Crist. El diumenge i dilluns de la Resurrecció són festes que a València guanyen un marcat caràcter popular i campestre. Les famílies i quadrilles d'amics baixen al jardí del Túria o a la platja, a menjar llonganisses de pasqua i mones, mentre els joves volen estels o catxirulos i fan tota mena de jocs.
Els orígens d'esta festivitat es troben al segle XV quan es creà una agrupació anomenada la Concòrdia dels Disciplinats, de la que fou prior sant Vicent Ferrer. Aquesta entitat feia actes de penitència i caritat quan arribava la Setmana Santa.

### Sant Vicent Ferrer

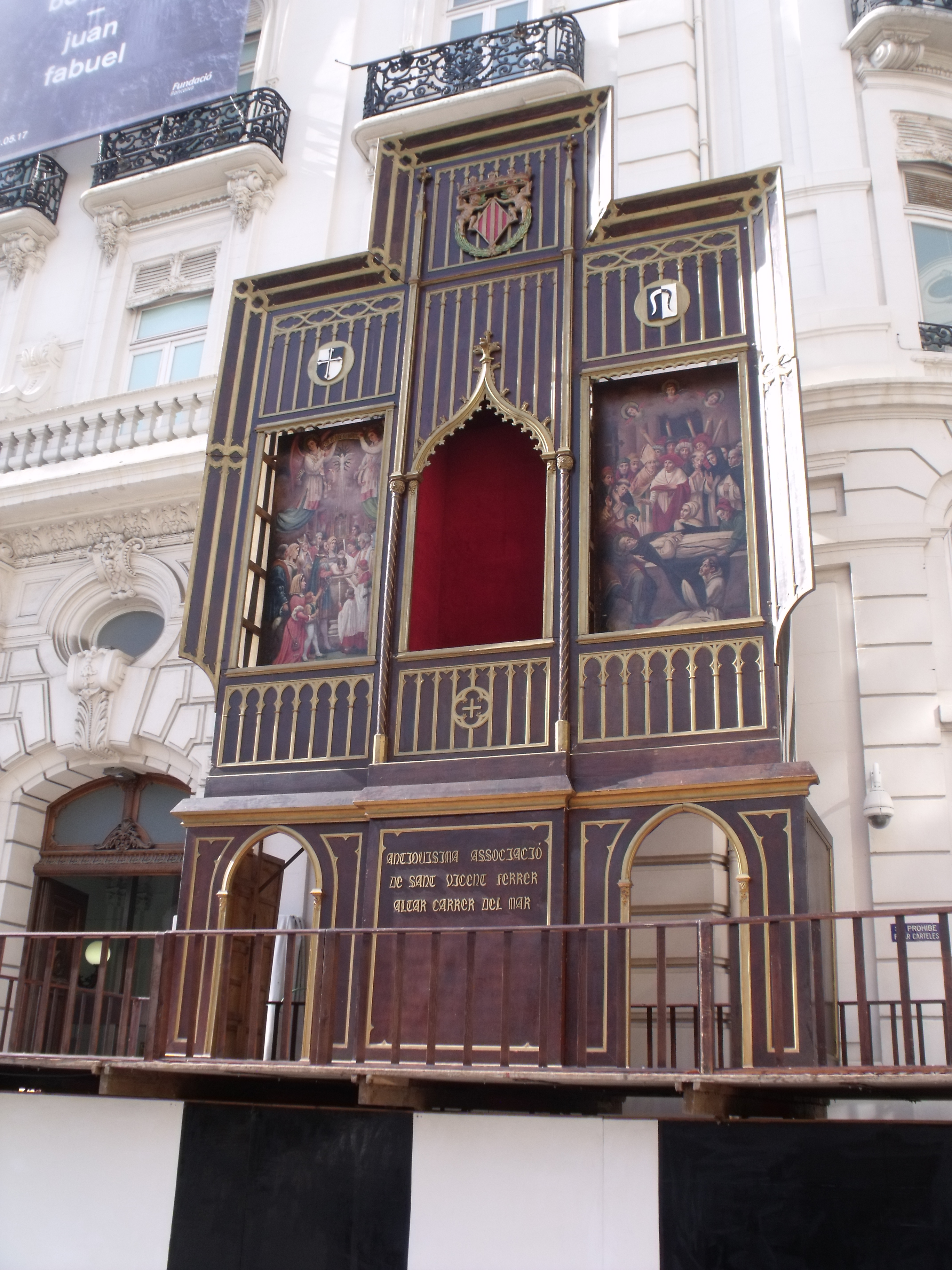
L'altar del carrer de la Mar.

Este dia, prolonga les vacances escolars de la Setmana Santa. Se celebra a Catalunya i al País Valencià però no a les Illes Balears. Ocorre el dilluns següent al segon diumenge de Pasqua, dia al qual s'alcen altars als carrers i places de València. Es commemora la festivitat de Sant Vicent Ferrer, patró del País Valencià i canonitzat pel papa xativí Calixt III. És costum visitar el Pouet de Sant Vicent en sa casa natal convertida en capella.
Este dia es representen els "miracles" del sant, sempre en valencià i sempre per part de xiquets. Les representacions es fan dalt d'escenaris instal·lats per a l'ocasió als distints barris de la ciutat, anomenats altars.

Entre els catorze altars que s'alcen l'altar més antic data del 1561 i s'instal·la cada any junt amb el Pouet de Sant Vicent, amb el nom de l'altar de la Mar.
A migdia es fa una ofrena de flors per totes les associacions vicentines de la ciutat. Aquella vesprada ix la processó general de la Catedral i passa per l'antic Convent de Sant Domènec, la Casa natalícia i l'església de Sant Esteve, que té la pica baptismal del sant Vicent.

## Maig

### Les Creus de maig
El 3 de maig València engalana els seus carrers i places col·locant creus de flors.
La celebració té el seu origen a l'edat mitjana quan es començà a commemorar la trobada de la creu de Jesucrist per Santa Elena, mare de l'emperador Constantí I el Gran.

### Mare de Déu dels Desemparats
El segon diumenge de maig València celebra la festivitat de la Mare de Déu dels Desemparats, Patrona de la ciutat i del País.
El vespre de la festa, el dissabte a la nit, té lloc un concert a la plaça de la Mare de Déu dels Desemparats, un castell de focs d'artifici i posteriorment una dançà en què més de dues-centes parelles ballen en honor de la patrona.
Aquell dissabte des de molts pobles de la comarca i encara més enllà s'inicien les pelegrinacions a peu cap a València. La més important d'aquestes és la de Paterna que congrega a més de 2.000 persones, qui arriben de matinada a la ciutat.

A les 19h la Mare de Déu ix de la Catedral i inicia una processó que la porta pels carrers de la Ciutat Vella, on al seu pas, milers de pètals de rosa són llançats des dels balcons engalanats.

## Maig - juny

### Corpus Christi
El Corpus Christi de València és una celebració de caràcter religiós que cada any ompli el centre de la ciutat amb actes que tenen com a objecte la veneració del sagrament de l'eucaristia. El calendari litúrgic la situa el dijous següent a l'octava de Pentecosta, `però se celebra principalment el diumenge següent. Com és una festa mòbil, no té una data fixa al calendari, però normalment cau en maig o juny.

## Juliol

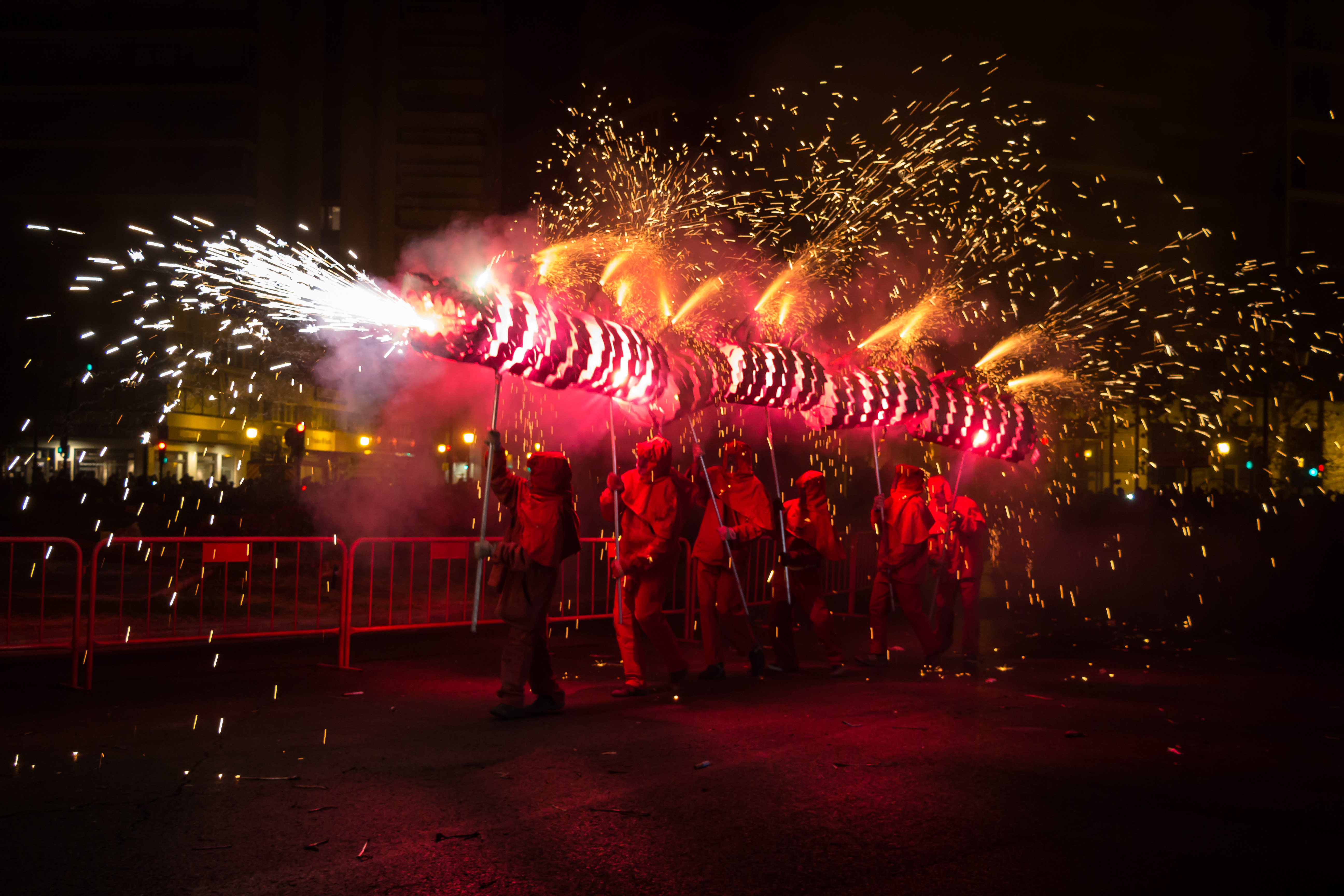
Correfoc a la Gran Fira de Juliol.

### Fira de Juliol
Durant el mes de juliol l'Ajuntament celebra una fira annual i una exposició de tota classe de productes. D'aquesta manera, el 21 de juliol del 1871 s'inaugurà la primera Fira de Juliol amb una vistosa cavalcada, pavellons, exposicions de plantes i venda de productes en general. El 1891 queda establerta la Batalla de Flors que es fa el darrer diumenge de juliol al passeig de l'Albereda sobre les 20h. Se celebren també importants certamens de bandes de música, festejos bouencs, concerts de música i més.

## Octubre

### 9 d'Octubre

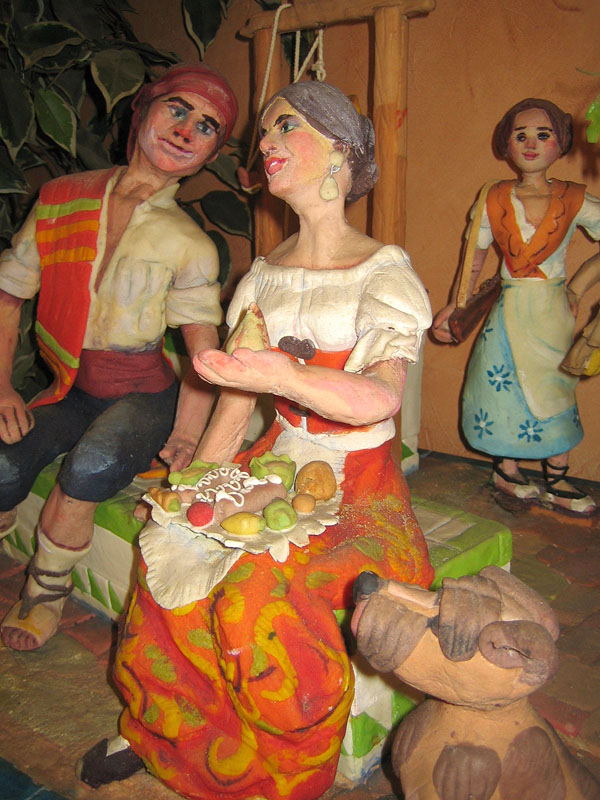
Ninots de massapà, part d'un aparador d'una pastisseria. És tradicional la creació de decoracions a base de massapà per al dia de Sant Donís.

El dia de Sant Donís, València celebra l'entrada triomfal del Rei En Jaume I a la ciutat, i s'ha convertit en la Diada Nacional del País Valencià des de l'aprovació de l'Estatut d'Autonomia. L'acte principal és la "processó cívica" que porta la Senyera de la ciutat des de l'Ajuntament fins a la plaça del Parterre i de torna a la casa consistorial.
A més a més Sant Donís és el día dels enamorats a València, i és de costum que l'enamorat regale la típica "mocaorà" a la seua estimada.